# Érythème polymorphe mineur
 (janvier 2024).
 Mise en garde médicale
L'érythème polymorphe est généralement une réaction de la peau et des muqueuses qui survient soudainement. Elle apparaît comme une éruption cutanée symétrique et peut inclure des lésions des muqueuses. Cela signifie que le corps est sensible à quelque chose qui fait réagir la peau et les muqueuses. La forme légère la plus courante est appelée érythème polymorphe mineur. Il s’agit d’une éruption cutanée qui ne touche pas plus d’une surface muqueuse. L'apparition soudaine progressera rapidement sous forme de lésions symétriques avec des changements de couleur circulaires dans certaines ou toutes les lésions. L'éruption cutanée se propagera vers le centre ou le tronc du corps. Les bosses uniformément réparties sur la peau deviennent des lésions classiques de l'iris ou des cibles. Ils ont des bordures rouge vif et de petites bosses blanches au centre. La cause de l'érythème polymorphe semble être une réaction très sensible qui peut être déclenchée par diverses causes. Les causes peuvent inclure des infections virales ou bactériennes ou encore chimiques, tels que des antibiotiques – en particulier des pénicillines ou des céphalosporines. Cette réaction est une réaction allergique et n’est en aucun cas contagieuse :140. L'érythème multiforme mineur est parfois divisé en formes papuleuses et vésiculobulleuses.

## Voir également
- Érythème
- Diascopie
- Érythème polymorphe
- Liste des affections cutanées

1. ↑  Andrews' Diseases of the Skin: Clinical Dermatology. (10th ed.). Saunders.  (ISBN 0-7216-2921-0).
2. ↑  Daniel J. Trozak et Dan J. Tennenhouse, Dermatology skills for primary care: an illustrated guide, Humana Press, 1er octobre 2005, 161– (ISBN 978-1-58829-489-0, lire en ligne)